# Lethbridge Hurricanes
Lethbridge Hurricanes – juniorska drużyna hokejowa grająca w WHL w dywizji centralnej, konferencji wschodniej. Drużyna ma swoją siedzibę w Lethbridge w Kanadzie.
- Rok założenia: 1987–1988
- Barwy: granatowo-biało-bordowo-srebrne
- Trener: Michael Dyck
- Manager: Roy Stasiuk
- Hala: Enmax Centre

## Osiągnięcia
- Scotty Munro Memorial Trophy: 1997
- Ed Chynoweth Cup: 1997